# كونتشيتا إسبينوزا
كونتشيتا إسبينوزا هي عازفة بيانو كوبية، ولدت في 23 فبراير 1914، وتوفيت في 19 سبتمبر 2006.